# 四條畷市立田原中学校
四條畷市立田原中学校（しじょうなわてしりつ たわら ちゅうがっこう）は、大阪府四條畷市にある公立中学校。

## 概要
四條畷市東部、奈良県生駒市との府県境付近の山間部・田原地区を校区としている。校区にニュータウン「田原台」が造成されたことから、1991年に四條畷市立四條畷中学校から分離して新設開校した。
なお、かつて田原地区には同名の田原中学校（初代）があった。初代の田原中学校は1947年田原村立田原中学校として創立し、1961年に四條畷町との合併で四條畷町立田原中学校と改称したが、1966年に四條畷中学校に統合されている。
四條畷市内の他の学校に先駆けて2学期制を採用していたが、四條畷市全体で2学期制導入を撤回したことに伴い、2009年度より3学期制に戻った。また、イギリスの中学校との姉妹校協定を締結している。
他の市立中学校同様に、大阪府の中学校としては珍しく学校給食を実施（学校給食センター方式）している。

## 沿革
- 1991年4月1日 - 四條畷市立田原中学校として、現在地に開校。
- 1991年12月 - 大阪府良い歯の学校園優良校の表彰を受ける。
- 1992年 - 文部省から、勤労生産学習の推進校に指定される。
- 1994年4月 - 養護学級設置。
- 2007年 - 2学期制を導入。
- 2009年 - 2学期制を廃止。3学期制に戻す。

## 通学区域
- 四條畷市立田原小学校の通学区域。

四條畷市 大字上田原、大字下田原、田原台、さつきケ丘、緑風台。

## 交通
- 四條畷市コミュニティバス 田原小学校バス停
- 近鉄けいはんな線 白庭台駅 西へ約3.2km。
- 近鉄奈良線 生駒駅 北へ約4.2km。
- 片町線 忍ケ丘駅 南東へ約6.4km。

## 主な出身者
- 田中咲希（バレーボール選手：ヴィクトリーナ姫路）
- 大津耀誠（サッカー選手）